# Jacques Soustelle
Jacques Soustelle, född 3 februari 1912 i Montpellier, död 6 augusti 1990 i Neuilly-sur-Seine, var en fransk antropolog, etnolog och politiker.

## Biografi
Soustelle var född i en protestantisk familj i Montpellier. Under andra världskriget tillhörde han motståndsrörelsen och var partisekreterare för Rassemblement du Peuple Français 1947–1951, Algeriets generalguvernör 1955–1956, informationsminister 1958–1959 och minister för Saharafrågan 1959–1960. År 1960 avgick han i protest mot att Frankrike erkände Algeriets självständighet. Han har skrivit om det i sin bok L'Espérance Trahie. Samma år grundade han partiet Regroupement national, som 1962 stämplades som illegal. Han överlevde tre attentat av FLN. Soustelle gick med Organisation de l'armée secrète; han blev rebellernas ledare i inbördeskrigets Algeriet, och befann sig 1961–1968 i exil. Sistnämnda år fick han amnesti från anklagelser om stämplingar mot den franska statens auktoritet.
Som antropolog var hans intresse inriktat på Centralamerikas indianriken.

### Om Latinamerika
- Le Totémisme des Lacandon, 1935.
- Mexique terre indienne", 1936
- La Famille otomi-pame du Mexique central, 1937
- La Culture matérielle des Indiens Lacandons, Journal de la Société des Américanistes, 1937.
- Folklore chilien, 1938.
- Au Mexique, cent soixante dix photographies de Pierre Verge, 1938
- Mexique, 1949
- Les Aztèques - à la veille de la conquête espagnole, 1955
- Les quatre soleils : souvenirs et réflexions d’un ethnologue au Mexique, 1967
- L’Univers des Aztèques, 1979
- Les Maya, 1982
- L’Anthropologie française et les civilisations autochtones de l’Amérique, 1989
- Les Olmèques, 1992
- L’Art du Mexique ancien, 1992
- Mexique, terre indienne, 1995
- La Vie quotidienne des Aztèques, 2002
- Les Aztèques, 1970
- Aztekerna, 1993 (Alhambra, sv. övers. Pär Svensson)

### Om politik
- Aimée et souffrante Algérie, 1958
- L’Espérance trahie (1958-1961), 1962
- Vingt-huit ans de gaullisme, 1968
- ...Sur une route nouvelle, 1964
- La Longue Marche d’Israël, 1968
- Lettre ouverte aux victimes de la décolonisation, med Albin Michel 1973